# Melissa Ferrick
Melissa Ferrick (Ipswich, 21 settembre 1970) è una cantautrice e musicista statunitense con all'attivo 19 album; inoltre è professoressa di musica alla Northeastern University e al Berklee College of Music.
Ha iniziato la sua carriera cantando e suonando nei caffè dell'East Village a New York. Successivamente ha firmato un contratto discografico con la Atlantic Records e ha pubblicato i suoi primi due album, Massive Blur nel 1993 e Willing to Wait nel 1995. In seguito ha firmato con l'etichetta indipendente What Are Records?, pubblicando tre album: Made of Honor, Everything I Need e Freedom.
Nel 2007 si è esibita al Michigan Womyn's Music Festival e ha aperto il concerto di Ani DiFranco.
Nel 2017 ha intrapreso un'azione legale collettiva insieme con David Lowery contro Spotify, in quanto la società non aveva pagato adeguate royalties ai musicisti le cui canzoni erano state trasmesse in streaming sul servizio. Spotify ha risarcito con 43 milioni di dollari i musicisti, cantautori ed editori coinvolti.

## Discografia

### Album in studio
- 1993 – Massive Blur
- 1995 – Willing to Wait
- 1996 – Made of Honor
- 1998 – Everything I Need
- 2000 – Freedom
- 2001 – Valentine Heartache
- 2002 – Listen Hard
- 2004 – The Other Side
- 2006 – In the Eyes of Strangers
- 2006 – Decade (video)
- 2008 – Goodbye Youth
- 2010 – Enough About Me
- 2011 – Still Right Here
- 2013 – The Truth Is
- 2015 – Melissa Ferrick

### Album live
- 1997 – Melissa Ferrick +1
- 2001 – Skinnier, Faster, Live at the B.P.C.
- 2003 – 70 People at 7000 Feet
- 2007 – Live at Union Hall